# Daniel Krch
Daniel Krch (* 20. března 1992 Tábor) je český bývalý profesionální fotbalista, který hrál na pozici středního obránce. Byl také českým mládežnickým reprezentantem.

## Klubová kariéra
Svoji fotbalovou kariéru začal v FK Tábor, odkud v roce 2006 přestoupil v průběhu mládeže do pražské Sparty. V létě 2009 se propracoval do seniorské kategorie mužstva, kde nastupoval pouze za B-tým. Před jarní částí ročníku 2012/2013 odešel na hostování do týmu FC MAS Táborsko. V červenci 2013 zamířil na hostovat do klubu Bohemians Praha 1905, tehdejšího nováčka 1. ligy. V létě 2014 do mužstva přestoupil, když podepsal tříletý kontrakt.
V lednu 2023 odešel po deseti letech z Bohemians 1905 a přestoupil do druholigové Dukly Praha.

## Reprezentační kariéra
Daniel Krch je bývalý mládežnický reprezentant Česka. Nastupoval za výběry do 16, 17, 18 a 19 let.